# Vlag van QwaQwa

Vlag van QwaQwa (1974–1994)

De vlag van QwaQwa werd in 1974 officieel goedgekeurd. Het groen symboliseert het land, terwijl de twee gecoupeerde oranje strepen, respectievelijk afkomstig van de hijs en de pols, staan voor de twee oorspronkelijke stammen waaruit de natie is voortgekomen en hun traditionele banden met de Oranje Vrijstaat.
Op 27 april 1994 werd QwaQwa, samen met de negen andere thuislanden, herenigd met Zuid-Afrika. Hiermee verviel de vlag.

## Verwante afbeeldingen

Het wapen van QwaQwa